# Semaine des As 2007
Navigation
Dijon 2006 Toulon 2008
La 5e édition de la Semaine des As de basket-ball s'est déroulé du 8 au 11 février 2007 au Palais des Sports Jean Weille de Nancy.
Le SLUC Nancy a été invité en tant qu'organisateur.

## Résumé
Roanne remporte la Semaine des As pour sa première participation dans cette compétition. Il est à noter que Roanne réalise un doublé lors de cette saison 2006-2007 puisque les Roannais remportent également le titre de champion de France 2007. Ils battent en finale le tenant du titre Le Mans (87-82), après avoir facilement disposé en demi-finale de Lyon-Villeurbanne (85-62).

## Tableau
|  | Quarts de finale     | Quarts de finale     | Quarts de finale      | Quarts de finale     |         |         | Demi-finales          | Demi-finales          | Demi-finales          | Demi-finales          |  |  | Finale                | Finale                | Finale                | Finale                |
|  |                      |                      |                       |                      |         |         |                       |                       |                       |                       |  |  |                       |                       |                       |                       |
|  | 8 février 2007 18h00 | 8 février 2007 18h00 | 8 février 2007 18h00  | 8 février 2007 18h00 |         |         | 10 février 2007 18h00 | 10 février 2007 18h00 | 10 février 2007 18h00 | 10 février 2007 18h00 |  |  | 11 février 2007 15h00 | 11 février 2007 15h00 | 11 février 2007 15h00 | 11 février 2007 15h00 |
|  | 8 février 2007 18h00 | 8 février 2007 18h00 | 8 février 2007 18h00  | 8 février 2007 18h00 |         |         | 10 février 2007 18h00 | 10 février 2007 18h00 | 10 février 2007 18h00 | 10 février 2007 18h00 |  |  | 11 février 2007 15h00 | 11 février 2007 15h00 | 11 février 2007 15h00 | 11 février 2007 15h00 |
|  | Strasbourg           | Strasbourg           | 76                    | 76                   |         |         | 10 février 2007 18h00 | 10 février 2007 18h00 | 10 février 2007 18h00 | 10 février 2007 18h00 |  |  | 11 février 2007 15h00 | 11 février 2007 15h00 | 11 février 2007 15h00 | 11 février 2007 15h00 |
|  | Strasbourg           | Strasbourg           | 76                    | 76                   |         |         | 10 février 2007 18h00 | 10 février 2007 18h00 | 10 février 2007 18h00 | 10 février 2007 18h00 |  |  | 11 février 2007 15h00 | 11 février 2007 15h00 | 11 février 2007 15h00 | 11 février 2007 15h00 |
|  | Le Mans              | Le Mans              | 91                    | 91                   |         |         | 10 février 2007 18h00 | 10 février 2007 18h00 | 10 février 2007 18h00 | 10 février 2007 18h00 |  |  | 11 février 2007 15h00 | 11 février 2007 15h00 | 11 février 2007 15h00 | 11 février 2007 15h00 |
|  | Le Mans              | Le Mans              | 91                    | 91                   | Le Mans | Le Mans | 78                    | 78                    |                       |                       |  |  | 11 février 2007 15h00 | 11 février 2007 15h00 | 11 février 2007 15h00 | 11 février 2007 15h00 |
|  | 8 février 2007 20h30 |                      |                       |                      | Le Mans | Le Mans | 78                    | 78                    |                       |                       |  |  | 11 février 2007 15h00 | 11 février 2007 15h00 | 11 février 2007 15h00 | 11 février 2007 15h00 |
|  |                      |                      | Nancy                 | Nancy                | 70      | 70      |                       |                       |                       |                       |  |  | 11 février 2007 15h00 | 11 février 2007 15h00 | 11 février 2007 15h00 | 11 février 2007 15h00 |
|  | Nancy                | Nancy                | Nancy                 | Nancy                | 70      | 70      | 84                    | 84                    |                       |                       |  |  | 11 février 2007 15h00 | 11 février 2007 15h00 | 11 février 2007 15h00 | 11 février 2007 15h00 |
|  | Nancy                | Nancy                | 10 février 2007 20h30 |                      |         |         | 84                    | 84                    |                       |                       |  |  | 11 février 2007 15h00 | 11 février 2007 15h00 | 11 février 2007 15h00 | 11 février 2007 15h00 |
|  | Orléans              | Orléans              | 78                    | 78                   |         |         |                       |                       |                       |                       |  |  | 11 février 2007 15h00 | 11 février 2007 15h00 | 11 février 2007 15h00 | 11 février 2007 15h00 |
|  | Orléans              | Orléans              | 78                    | 78                   | Le Mans | Le Mans | 82                    | 82                    |                       |                       |  |  |                       |                       |                       |                       |
|  | 9 février 2007 18h00 |                      |                       |                      | Le Mans | Le Mans | 82                    | 82                    |                       |                       |  |  |                       |                       |                       |                       |
|  |                      |                      | Roanne                | Roanne               | 87      | 87      |                       |                       |                       |                       |  |  |                       |                       |                       |                       |
|  | Roanne               | Roanne               | Roanne                | Roanne               | 87      | 87      | 98                    | 98                    |                       |                       |  |  |                       |                       |                       |                       |
|  | Roanne               | Roanne               |                       |                      |         |         |                       |                       |                       |                       |  |  |                       |                       |                       |                       |
|  | Dijon                | Dijon                | 85                    | 85                   |         |         |                       |                       |                       |                       |  |  |                       |                       |                       |                       |
|  | Dijon                | Dijon                | 85                    | 85                   | Roanne  | Roanne  | 85                    | 85                    |                       |                       |  |  |                       |                       |                       |                       |
|  | 9 février 2007 20h30 |                      |                       |                      | Roanne  | Roanne  | 85                    | 85                    |                       |                       |  |  |                       |                       |                       |                       |
|  |                      |                      | Lyon-Villeurbanne     | Lyon-Villeurbanne    | 62      | 62      |                       |                       |                       |                       |  |  |                       |                       |                       |                       |
|  | Chalon-sur-Saône     | Chalon-sur-Saône     | Lyon-Villeurbanne     | Lyon-Villeurbanne    | 62      | 62      | 76                    | 76                    |                       |                       |  |  |                       |                       |                       |                       |
|  | Chalon-sur-Saône     | Chalon-sur-Saône     |                       |                      |         |         |                       | 76                    |                       |                       |  |  |                       |                       |                       |                       |
|  | Lyon-Villeurbanne    | Lyon-Villeurbanne    | 78                    | 78                   |         |         |                       |                       |                       |                       |  |  |                       |                       |                       |                       |
|  | Lyon-Villeurbanne    | Lyon-Villeurbanne    | 78                    | 78                   |         |         |                       |                       |                       |                       |  |  |                       |                       |                       |                       |
|  |                      |                      |                       |                      |         |         |                       |                       |                       |                       |  |  |                       |                       |                       |                       |

## MVP de la compétition
- Marc Salyers (Roanne)

## Les vainqueurs
Entraîneur :  Jean-Denys Choulet
Assistant :  Frédéric Brouillaud
| Numéro | Nom                 | Né en | Taille | Nationalité | Poste            |
| ------ | ------------------- | ----- | ------ | ----------- | ---------------- |
| 4      | Modibo Niakaté      | 1981  | 1,85   | France      | Arrière          |
| 5      | Domenico Marcario   | 1979  | 1,81   | Canada      | Meneur - Arrière |
| 6      | Aaron Harper        | 1981  | 2,00   | États-Unis  | Arrière          |
| 7      | Adrien Moerman      | 1988  | 2,00   | France      | Intérieur        |
| 8      | William Soliman     | 1980  | 2,04   | France      | Intérieur        |
| 9      | Laurent Cazalon     | 1979  | 1,93   | France      | Ailier           |
| 10     | Dewarick Spencer    | 1982  | 1,90   | États-Unis  | Arrière          |
| 11     | Marc-Antoine Pellin | 1987  | 1,69   | France      | Meneur           |
| 14     | Pape Badiane        | 1980  | 2,08   | France      | Pivot            |
| 15     | Marc Salyers        | 1979  | 2,05   | États-Unis  | Ailier           |